# Schiffornis virescens
El llorón verdoso (Schiffornis virescens), también denominado flautín, flautín verde y bailarín oliváceo, es una especie de ave de la familia Tityridae, que tradicionalmente había sido incluida en la familia Pipridae pero que fue reclasificada por el SACC.

## Distribución y hábitat
Se encuentra en el sur de Brasil, oriente de Paraguay y el extremo noreste de Argentina. Su habitat natural son los bosques húmedos, la Mata Atlántica y los bosques de araucarias.

## Descripción
Mide en promedio 15,5 cm de longitud. El plumaje del cuerpo es verde oliva; las alas son de color marrón. Se distingue por el anillo ocular blancuzco.

## Alimentación
Se alimenta de frutos e insectos. Generalmente busca alimento desde ramas verticales cerca del suelo del bosque, rico en materia orgánica.